# 세르게이 코플랴코프
세르게이 빅토로비치 코플랴코프(벨라루스어: Сяргей Віктаравіч Каплякоў 샤르헤이 빅타라비치 카플랴코우, 러시아어: Серге́й Ви́кторович Копляков, 1959년 1월 23일 ~ )는 소련의 수영 선수로 1980년 하계 올림픽에서 2개의 금메달을 획득했다.
벨로루시 소비에트 사회주의 공화국 오르샤에서 태어난 코플랴코프는 1974년에 15세의 나이로 데뷔했다. 그는 1969년에 스파르타키아트 200m 자유형 주니어 부문에서 우승했다. 그는 민스크를 떠나 소련 수영 훈련 센터가 있는 레닌그라드로 건너갔다. 그는 1976년 몬트리올에서 열리는 올림픽 대표팀으로 발탁되었다. 그는 1977년 유럽 선수권 대회 200m 자유형에서 겨우 5위에 머물렀고, 1978년 베를린에서 열린 1978년 세계 수영 선수권 대회 200m 자유형에서 1시간 51분 33초의 시간으로 2명의 미국 선수에게 뒤져서 3위를 했다.

## 같이 보기
- 수영 자유형 200m 세계 기록 추이